# Lampranthus spectabilis
Lampranthus spectabilis es una especie de planta suculenta perteneciente a la familia de las aizoáceas. Es originaria de Sudáfrica.

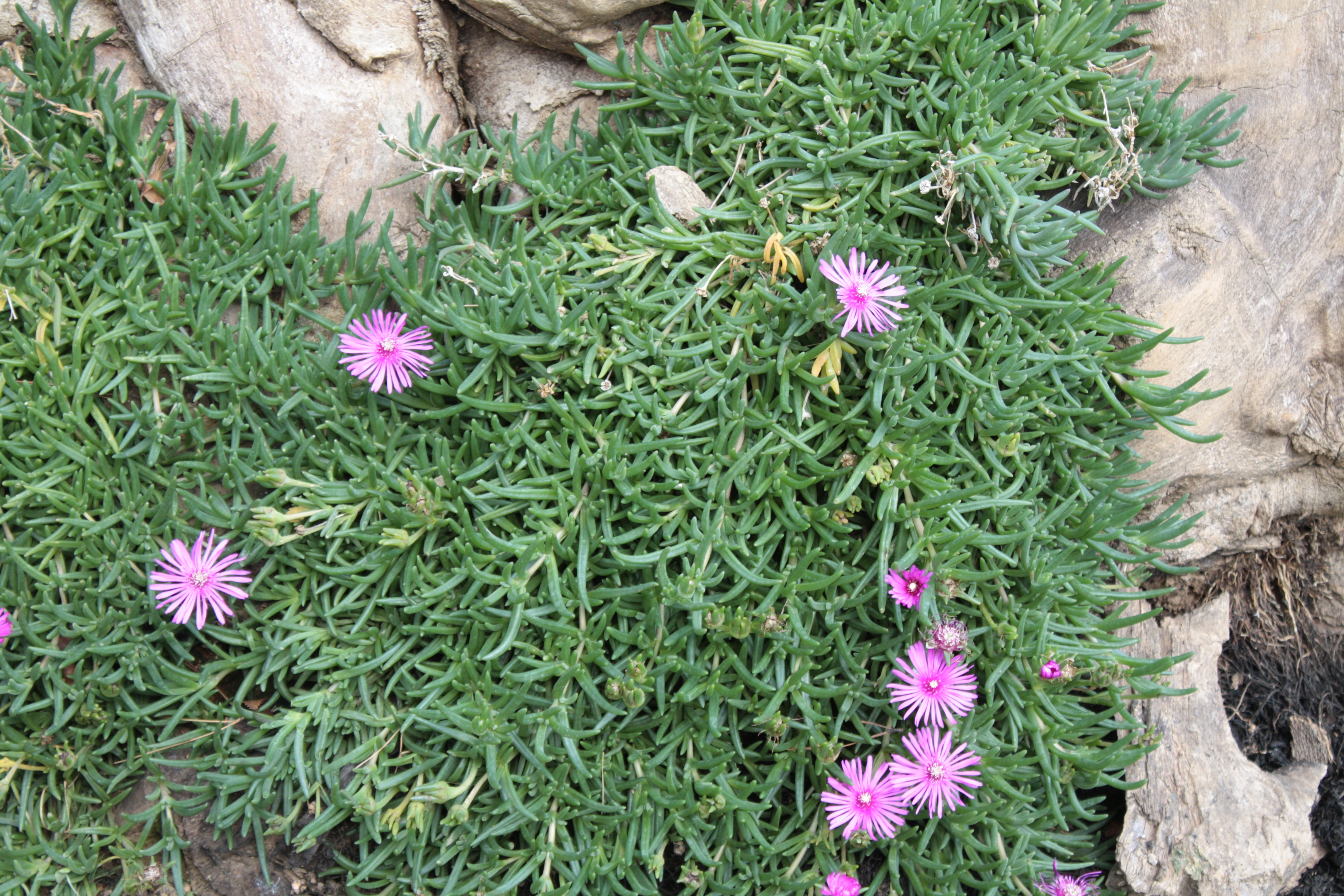
En su hábitat

## Descripción
Lampranthus spectabilis es una planta pequeña originaria de las regiones áridas del sur de África es muy popular y frecuente en los jardines. 
Alcanza un tamaño de 25 cm de altura,  sus tallos son rastreros y pueden alcanzar 3m de largo teniendo una excelente cobertura del suelo para amplias y reducidas zonas formando alfombras. Las hojas son de color verde azuladas, trianguladas o curveadas de 1.5 cm de largo o más. Las flores son brillantes, coloridas y llamativas con variaciones de color rosa a púrpura. Es excelente para adaptarse a terrenos secos y macetas.

## Cultivo
Esta planta es ideal para cualquier tipo de suelo, siempre y cuando no se encharque, es decir, de preferencia terrenos porosos, con buen drenaje. 
Debido a su extenso desarrollo es útil para evitar el crecimiento de malas hierbas en el terreno donde se planta. También puede subsistir sin problemas en macetas. Es muy fácil de cultivar y necesita mucha luz para vivir, mejor sol directo. 
Con respecto a los riegos es muy resistente a la sequía, pero con la tierra húmeda crece rápidamente. Soporta temperaturas hasta de -7 °C.

## Distribución geográfica
Es nativa de África meridional, pero es conocida ampliamente como planta ornamental. En algunas áreas crece silvestre como una especie introducida, a menudo después de haber escapado de cultivo.

## Taxonomía
Lampranthus spectabilis fue descrita por  (Haw.) N.E.Br., y publicado en The Gardeners' Chronicle, ser. 3 87: 71 (in clavi), 212. 1930.
Etimología
Lampranthus: nombre genérico que deriva de las palabras griegas: lamprós = "brillante" y ánthos = "flor".
spectabilis: epíteto latino que significa "notable".
Sinonimia
- Mesembryanthemum spectabile Haw. (1795) basónimo[3][4]

Aptenia cordifolia 
Fue descrita por (L.f.) Schwantes y publicado en Gartenflora 77: 69, 1928, y, originalmente, como Mesembryanthemum cordifolium por Carlos Linneo el Joven, Suppl. Pl., 260, 1782.1
Etimología
Aptenia: nombre genérico que procede del griego apten, apters, que significa "sin alas", haciendo referencia a que las cápsulas carecen de filamentos alados.
Cordifolia: epíteto que procede del latín cordis, que significa "corazón" y folius, que significa "follaje", aludiendo a las hojas acorazonadas de esta especie.2